# Бутанский музей текстиля
Бутанский музей текстиля, или Национальный музей текстиля, — музей в Тхимпху, Бутан, расположенный рядом с Бутанской национальной библиотекой. Музей управляется Национальной комиссией по вопросам культуры. С момента своего создания в 2001 году музей собрал большую коллекцию эксклюзивных антикварных изделий из бутанского текстиля.
В будущем музей планируется сделать центром исследований текстиля, он также призван содействовать изучению культуры и истории Бутана.

## История
Значимость бутанского текстиля объясняется многими факторами: замысловатыми и сложными узорами, способами производства, ролью в религиозных, государственных и общественных мероприятиях и его священным значением.
Бутанский музей текстиля был создан и торжественно открыт в 2001 году королевой Сангай Чоден Вангчук, которая также является куратором музея. На развитие инфраструктуры музея было выделено $165 000. Правительство Бутана и частные инвесторы также оказывают помощь музею, а техническую поддержку оказывает американский Музей Пибоди Эссекс.

## Коллекция музея
Музей разделён на шесть зон, отображающих достижения в области текстильного искусства, роль текстиля в религии, текстильные изделия из местных волокон, королевскую коллекцию и производство ткани. Королевская коллекция музея содержит большое количество бесценных антикварных изделий из текстиля, в том числе королевскую корону, одежду и аксессуары королей Бутана, расшитый жемчугом халат Tsamdrak Goenpa и постельные принадлежности Его Святейшества Шабдрунга Джигме Дорджи.
Некоторые уникальные экспонаты музею подарили Её Величество королева-мать Сангай Чоден Вангчук и другие частные лица: первый прототип королевской короны, парчовую мантию, которую носили первый и второй короли Бутана, корону сестры первого короля Аши Вангмо.
На первом этаже музея производится демонстрация навыков прядения, окраски волокон, подготовки ткацкого станка и работа с двумя мотками пряжи. На втором этаже расположена экспозиция декоративных тканей и изделий из них. В музее есть выставка традиционной национальной мужской и женской одежды бутанцев, а также одежды, пошитой специально для религиозных праздников.

## Выставки
Музей проводит конкурсы на лучший дизайн тканей. Лучшую ткань выбирают посетители музея. В планах музея есть проведение текстильного фестиваля.
Чтобы поддержать интерес ткачей, продавцов и художников, в музее проводятся аукционы текстильных изделий. На аукционе начальную цену определяет ткач, а прибыль от продажи поступает в казну музея. В музее постоянно работают два ткача, которые демонстрируют процесс изготовления изделий.